# Panuhat
Panuhat è una suddivisione dell'India, classificata come census town, di 5.665 abitanti, situata nel distretto di Bardhaman, nello stato federato del Bengala Occidentale. In base al numero di abitanti la città rientra nella classe V (da 5.000 a 9.999 persone).

## Geografia fisica
La città è situata a 23° 36' 47 N e 88° 07' 36 E.

## Società

### Evoluzione demografica
Al censimento del 2001 la popolazione di Panuhat assommava a 5.665 persone, delle quali 2.900 maschi e 2.765 femmine. I bambini di età inferiore o uguale ai sei anni assommavano a 683, dei quali 335 maschi e 348 femmine. Infine, coloro che erano in grado di saper almeno leggere e scrivere erano 3.421, dei quali 1.940 maschi e 1.481 femmine.